# Onulfo
Onulfo, también Onoulf, Unulf y Hunulf (en latín, Onoulphus, fallecido en 493) fue un general de finales del siglo V de origen esciro. Se desempeñó como magister militum per Illyricum desde 477 hasta 479 como general del Imperio Romano de Oriente, luego fue general de su hermano Odoacro, rey de Italia, hasta su muerte.

## Biografía
Onulfo era un esciro; con su hermano Odoacro, fue criado en la corte de Atila, rey de los hunos. Tras la destrucción de los esciros, que habían sido incitados a romper su tratado con los ostrogodos por Hunimundo, rey de los suevos, Onulfo con su padre Edeko se unió al bando suevo en la Batalla de Bolia a finales de los años 460, donde fueron nuevamente derrotados por los ostrogodos bajo su rey Teodomiro.
Onulfo se unió al ejército romano en la década de 470 y ascendió en sus filas. Encontró un protector en el general Armato, que lo nombró primero comes y en 477, magister militum per Illyricum, comandante en jefe del ejército de los Balcanes. En ese mismo año, por orden del emperador Zenón, Ornulfo mató a Armato, a pesar de haberse beneficiado enormemente de la protección de este último (las fuentes afirman que además Armato le prestó una suma enorme para pagar un banquete).
Onulfo mantuvo su cargo hasta el 479, cuando cayó en desgracia. Luego encontró refugio con su hermano Odoacro , que para entonces se había convertido en rey de Italia. Uno de los deberes que llevó a cabo para su hermano fue una campaña contra Federico, quien había sucedido a su padre Feleteo como rey de los rugios. Ornulfo consideró necesario evacuar a los romanos restantes y reasentarlos en Italia. Los rugios restantes huyeron y se refugiaron con los ostrogodos; la provincia abandonada fue colonizada por los lombardos en 493.
Permaneció leal a Odoacro durante la guerra de su hermano por la supervivencia contra Teodorico el Amalo, rey de los ostrogodos, que lo acompañó durante el asedio de Rávena. Después de la muerte de Odoacro, Onulfo fue asesinado por arqueros mientras buscaba refugio en una iglesia.

## Conexión entre Onulfo y Odoacro
Una publicación reciente de Stephan Krautschick avanzó la hipótesis de que Armato y su primo y emperador usurpador Basilisco estaban relacionados por sangre con el cacique de los hérulos y más tarde, rey de Italia, Odoacro. De acuerdo con esta hipótesis, apoyada por varios estudiosos, Armato era el hermano de Onulfo y Odoacro, que, por lo tanto, era el sobrino del emperador Basilisco y de su hermana, la emperatriz Verina, esposa del emperador León I. Esta hipótesis explica por qué Armato ayudó generosamente a Onulfo en su carrera y afirma que fue asesinado por su propio hermano.
La conexión entre Armato, Odoacro y Onulfo está dada por un fragmento de la crónica de Juan Antioqueno, en el que se dice que Onulfo es el asesino y hermano de Armato. Antes de la hipótesis de Krautschick, y todavía hoy para los eruditos que rechazan esta identificación, el pasaje de Juan fue corregido para que dijera "Odoacro era el hermano de ese Onulfo que mató a Armato": esta corrección hace que la declaración sea compatible con las de los historiadores contemporáneos, como ni Juan Malalas ni Malco hablan de la relación entre Odoacro y Basilisco o del asesinato de Armato por su propio hermano.